# Juan Barros Madrid
Juan de la Cruz Barros Madrid (Santiago, 15 de julio de 1956) es un sacerdote chileno, actualmente obispo emérito de la diócesis de Osorno en Chile. Hasta el 11 de junio de 2018 fue el obispo de Osorno, cargo que asumió el 10 de enero de 2015 en medio de polémicas y protestas por su cercanía con el sacerdote Fernando Karadima Fariña, quien fue condenado canónicamente por abusos sexuales a menores de edad.

## Biografía
Estudió en el Colegio San Ignacio El Bosque, y desde esa época se integró en la juventud de la Parroquia del Sagrado Corazón de Jesús, de Providencia, guiado espiritualmente por el Padre Fernando Karadima Fariña durante cuatro décadas.
Tras la Prueba de Aptitud Académica ingresó a la Pontificia Universidad Católica de Chile, en la carrera de Ingeniería Comercial. Después de cursar los tres primeros años ingresó al Seminario Pontificio Mayor de Santiago, el 12 de abril de 1977. 

### Sacerdocio
Fue ordenado Diácono el 3 de diciembre de 1983 y egresó del seminario con el grado de Bachiller en Ciencias Religiosas.
Fue secretario privado del entonces arzobispo de Santiago, monseñor Juan Francisco Fresno desde 1983, quien lo ordenó presbítero el 29 de junio de 1984; al mismo tiempo iniciaba también sus estudios de Licenciatura en Teología Dogmática en la Facultad de la Pontificia Universidad Católica de Chile.
El 22 de abril de 1990 asume como Párroco en "Nuestra Señora de la Paz" en el Decanato de Ñuñoa, y el 21 de marzo de 1993 asume como Párroco de "San Gabriel" en el Decanato Pudahuel-Sur de la zona oeste de Santiago. En mayo de ese mismo año es nombrado Director del Área Eclesial de la Conferencia Episcopal de Chile.

## Episcopado

### Obispo Auxiliar de Valparaíso
El Papa Juan Pablo II lo nombró Obispo Titular de Bilta y Auxiliar del Obispo de Valparaíso, el 12 de abril de 1995. Es consagrado Obispo en la Catedral de Valparaíso el 29 de junio de 1995. Su lema episcopal es "Fiat Voluntas tua", el "Hágase tu Voluntad" que reza el Padre nuestro, y que refleja la total entrega de la Santísima Virgen María.

### Obispo de Iquique
En el año del Jubileo de 2000, el Papa Juan Pablo II lo nombra Obispo de Iquique el 21 de noviembre y asume el 27 de diciembre de ese mismo año.

### Obispo Castrense de Chile
El 9 de octubre del año 2004 el papa Juan Pablo II lo nombra Obispo Castrense de Chile, asumiendo el 26 de noviembre de ese mismo año 2004. También el 26 de noviembre del 2004 es investido como General de Brigada del Ejército de Chile.
Durante el año 2005 participó en la canonización de san Alberto Hurtado y presentó sus saludos al nuevo papa Benedicto XVI en la Ciudad del Vaticano.

### Obispo de Osorno
El 10 de enero de 2015 el Papa Francisco lo nombró obispo de la Diócesis de Osorno, lo que causó indignación entre gran parte de los feligreses católicos de Osorno, debido a que varias víctimas del ex párroco Fernando Karadima Fariña lo acusan de haber sido testigo y encubridor de los abusos sexuales cometidos en la parroquia del Sagrado Corazón de Jesús de El Bosque.
Después de su nombramiento se han levantado protestas en Osorno exigiendo la renuncia del obispo, también una campaña virtual bajo el lema "#FueraBarros" en las que han participado algunas de las víctimas de Karadima,[cita requerida] artistas, políticos y miles de feligreses.
A finales de enero de 2018, el papa Francisco envió una comisión formada por el arzobispo de Malta Charles Scicluna y el sacerdote español Jordi Bertomeu, para investigar y reunir pruebas sobre el presunto encubrimiento de Barros en los abusos sexuales cometidos por Karadima.

### Renuncia
El 11 de junio del mismo año, el papa Francisco acepta su renuncia al gobierno pastoral de la diócesis de Osorno, pasando a ser obispo emérito, sin nuevo nombramiento.